# Сент-Ив д’Альвейдр, Александр
Жозеф Александр Сент-Ив д’Альвейдр (фр. Joseph Alexandre Saint-Yves; 26 марта 1842, Париж — 5 февраля 1909, По) — французский оккультист.
Последователь Антуана Фабра д’Оливе, оказал значительное влияние на Папюса и Станисласа де Гуайта. Поклонник Наполеона. Основатель учения о синархии. Впервые употребил название Агарта.
Жена — графиня Мария Ивановна Келлер, урожд. Ризнич (1827—1914), племянница Каролины Собаньской и Эвелины Ганской, разведённая жена Эдуарда Келлера, мать Марии Клейнмихель. Её отец первым браком был женат на Амалии Ризнич.
Мария Ивановна купила для проживания супруга французское поместье Альвейдр, по названию которого он с 1880 года стал именовать себя «маркизом д’Альвейдр» (титул маркиза предоставлен властями республики Сан-Марино).